# Holt (Míchigan)
Holt es un lugar designado por el censo ubicado en el condado de Ingham en el estado estadounidense de Míchigan. En el Censo de 2010 tenía una población de 23973 habitantes y una densidad poblacional de 583,17 personas por km².

## Geografía
Holt se encuentra ubicado en las coordenadas 42°38′31″N 84°31′51″O / 42.64194, -84.53083. Según la Oficina del Censo de los Estados Unidos, Holt tiene una superficie total de 41.11 km², de la cual 40.6 km² corresponden a tierra firme y (1.25%) 0.51 km² es agua.

## Demografía
Según el censo de 2010, había 23973 personas residiendo en Holt. La densidad de población era de 583,17 hab./km². De los 23973 habitantes, Holt estaba compuesto por el 86.28% blancos, el 5.59% eran afroamericanos, el 0.48% eran amerindios, el 3.1% eran asiáticos, el 0.04% eran isleños del Pacífico, el 1.33% eran de otras razas y el 3.18% pertenecían a dos o más razas. Del total de la población el 5.38% eran hispanos o latinos de cualquier raza.